# Cemitério de Ohlsdorf
Cemitério de Ohlsdorf (em alemão:  Friedhof Ohlsdorf ou (antigamente) em alemão:  Hauptfriedhof Ohlsdorf) no distrito de Ohlsdorf da cidade de Hamburgo, Alemanha, é o maior cemitério-jardim do mundo e o segundo maior cemitério do mundo depois do Wadi-us-Salaam em An-Najaf, Iraque. A maior parte das pessoas sepultadas no cemitério são civis, tendo também um grande número de vítimas de guerra de várias nações.

## História e descrição

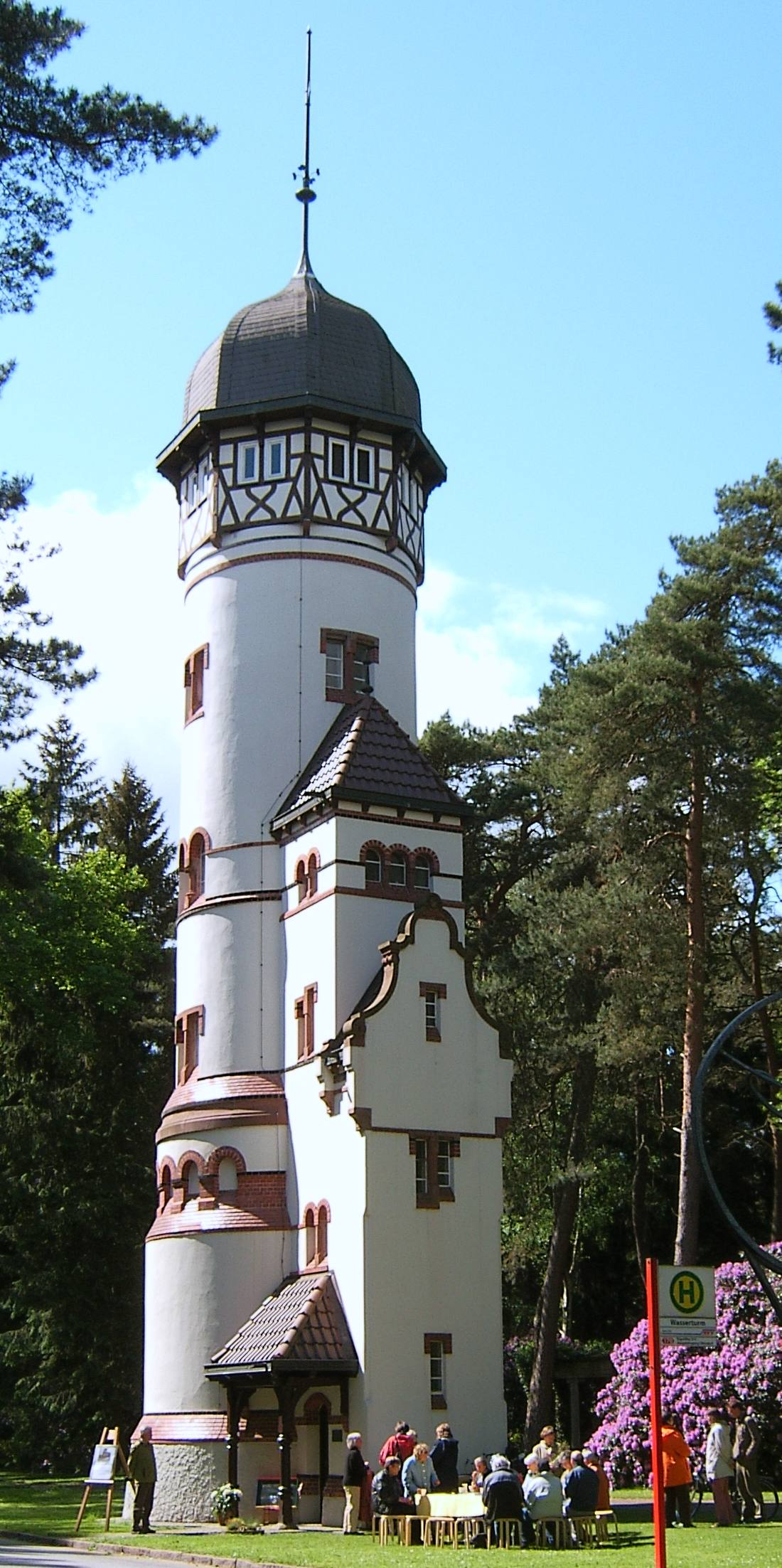
Torre d'água do cemitério de Ohlsdorf (com um ponto de ônibus)

Em 1877 o cemitério de Ohlsdorf foi estabelecido como um local de sepultamentos não-denominacional e multi-regional nos limites de Hamburgo.
O cemitério tem uma área de 391 hectares (966 acre(s)s) com 12 capelas, mais de 1,5 milhão desepultamentos em mais de 280.000 sepulturas e estradas com comprimento total de 17 km. Tem quatro entradas para veículos e o transporte público é servido com 25 pontos de ônibus de duas linhas de ônibus da Hamburger Verkehrsverbund. O cemitério não é usado apenas como um terreno para sepultamentos, mas também como área de recreio e atração turística. Com seus mausoléus impressionantes, arbustos de rododendros, os seus lagos e pássaros, esculturas e museu funerário, cerca de dois milhões de pessoas de todo o mundo visitam o cemitério todos os anos.
Aproximadamente 40% dos sepultamentos em Hamburgo ocorrem no Cemitério de Ohlsdorf; em 2002 ocorreram 1600 enterros e 4300 incinerações. 230 jardineiros cuidam do cemitério.

## Sepultamentos notáveis
Dentre as personalidades notáveis sepultadas estão incluídos:
- Anny Ahlers (1907–1933), cantora de ópera[5]
- Hans Albers (1891–1960), ator[6]
- Wilhelm Amsinck (1752–1831), prefeito de Hamburgo[6]
- Monica Bleibtreu (1944–2009), atriz nascida na Áustria[5]
- Hertha Borchert (1895–1985), atriz[5]
- Wolfgang Borchert (1921–1947), escritor[5]
- Hans von Bülow (1830–1894), condutor, pianista e compositor[5]
- C. Walter Ceram (1915–1972), jornalista[5]
- Wilhelm Cuno (1876–1933), chanceler da Alemanha[7]
- Ida Ehre (1900–1989), atriz[5]
- Neville Elliott-Cooper (1889–1918), recipiente da Cruz Vitória na Primeira Guerra Mundial[5]
- Heinz Erhardt (1909–1979), ator e comediante[6]
- Renate Ewert (1936–1966), atriz[5]
- Willy Fritsch (1901–1973), ator da era do cinema mudo[5]
- Helmut Griem (1932–2004), ator[5]
- Gustaf Gründgens (1899–1963), ator[6]
- Carl Hagenbeck (1844–1913), mercador de animais selvagens[5]
- Albert Hehn (1908–1983), ator
- Gustav Ludwig Hertz (1887–1975), físico laureado com o Nobel de Física[6]
- Heinrich Hertz (1857–1894), físico[6]
- Michael Jary (1906–1988), compositor[6]
- Carlo Karges (1951–2002), guitarrista
- Wolfgang Kieling (1924–1985), ator[6]
- Christian Graf von Krockow (1927–2002), escritor e cientista político[6]
- Richard Kuöhl (1880–1961), escultor[6]
- Alfred Lichtwark (1852–1914), historiador da arte, curador de museu educador da arte[5]
- Hanns Lothar (1929–1967), ator de cinema[5]
- Felix von Luckner (1881–1966), oficial da marinha e escritor[6]
- Lev Lunts 1901–1924), escritor judeu nascido na Rússia[5]
- Willy Maertens (1893–1967), ator e diretor[5]
- Harry Meyen (1924–1979), ator de filmes[5]
- Inge Meysel (1910–2004), atriz[5]
- Johann Georg Mönckeberg (1839–1908), prefeito[5]
- Domenica Niehoff (1945–2009), prostituta e ativista[8]
- Richard Ohsorg (1876–1947), diretor teatral[5]
- Kurt Raab (1941–1988), ator, roteirista[5]
- Norbert Rohringer (1927–2009), ator infantil astríaco[5]
- Philipp Otto Runge (1777–1810), pintor[6]
- Helmut Schmidt (1918–2015), senador, ministro, entre 1974 e 1982 Chanceler da Alemanha, desde 1983 publicador do Die Zeit
- Loki Schmidt (1919–2010), esposa do ex-chanceler Helmut Schmidt[9]
- Fritz Schumacher (1869–1947), arquiteto[5]
- Kurt Sieveking (1897–1986), prefeito de Hamburgo[6]
- Henry Vahl (1897–1977), ator[5]
- Werner Veigel (1928–1995), jornalista de televisão[5]
- James Allen Ward (1919–1941), aviador da Nova Zelândia e recipiente da Cruz Vitória[6]
- Herbert Weichmann (1896–1983), primeiro prefeito de Hamburgo[6]
- Hilde Weissner (1909–1987), atriz[5]
- Michael Westphal (1965-1991), tenista
- Lawrence Winters (1915–1965), cantor de ópera[6]
- Sexy Cora (1987–2011), atriz pornográfica[10]
- Helmut Zacharias (1920–2002), violinista[6]
- Friedrich Ludwig Ulrich Schröder (1744-1816) Reformador da maçonaria Alemã e ator teatral.